# Jacques-Corentin Royou
Pour les articles homonymes, voir Royou.
Jacques-Corentin Royou, né le 1er mai 1749 et mort le 1er décembre 1828, est un historien et auteur dramatique français.

## Biographie
Frère de Thomas-Marie Royou, dit l'abbé Royou, il naît à Quimper. D'abord journaliste comme son frère, il se fait ensuite avocat, et arrache à la mort plusieurs accusés sous le Directoire. Il participe avec son frère et Julien-Louis Geoffroy à la rédaction du journal royaliste L'Ami du roi, qui paraît du 1er juin 1790 à mai 1792.
Sous la Restauration il est censeur dramatique jusqu'en 1827 et pensionné : Royou présenta plusieurs de ses ouvrages à Louis XVIII, et M. de Corbière lui fit accorder une pension de 1,200 francs sur les fonds de secours destinés aux hommes de lettres.

## Théâtre
- trois tragédies : Phocion (1817) , Zénobie (1821) et La Mort de César (1825),
- une comédie : Le Frondeur.

## Ouvrages historiques
- Précis de l'Histoire ancienne d'après Rollin, 1802,
- Histoire du Bas-Empire, depuis Constantin jusqu'à la prise de Constantinople, en 1453, 4 tomes, 1803[4],
- Histoire des empereurs romains, 1808,
- Histoire romaine jusqu'à Auguste, 4 tomes, Paris, Lenormant, 1809,
- Histoire de France depuis Pharamond, 1819.

Ce dernier ouvrage historique fut accusé de partialité, l'auteur s'y montrant à la fois le défenseur du pouvoir royal et l'adversaire de la puissance cléricale.
- Développement des principales causes et des principaux événements de la révolution, précédé d'un choix des apophthegmes des anciens avec quelques notes, Paris, 1823, in-8°.